# Campamento (Antioquia)
Pour les articles homonymes, voir Campamento.
Campamento est une municipalité située dans le département d'Antioquia, en Colombie.

## Personnalité liée à la municipalité
- Jenaro Mejia Kintana (1957-2015), peintre, sculpteur et poète, né à Campamento.